# ساحل غربی (تاسمانی)

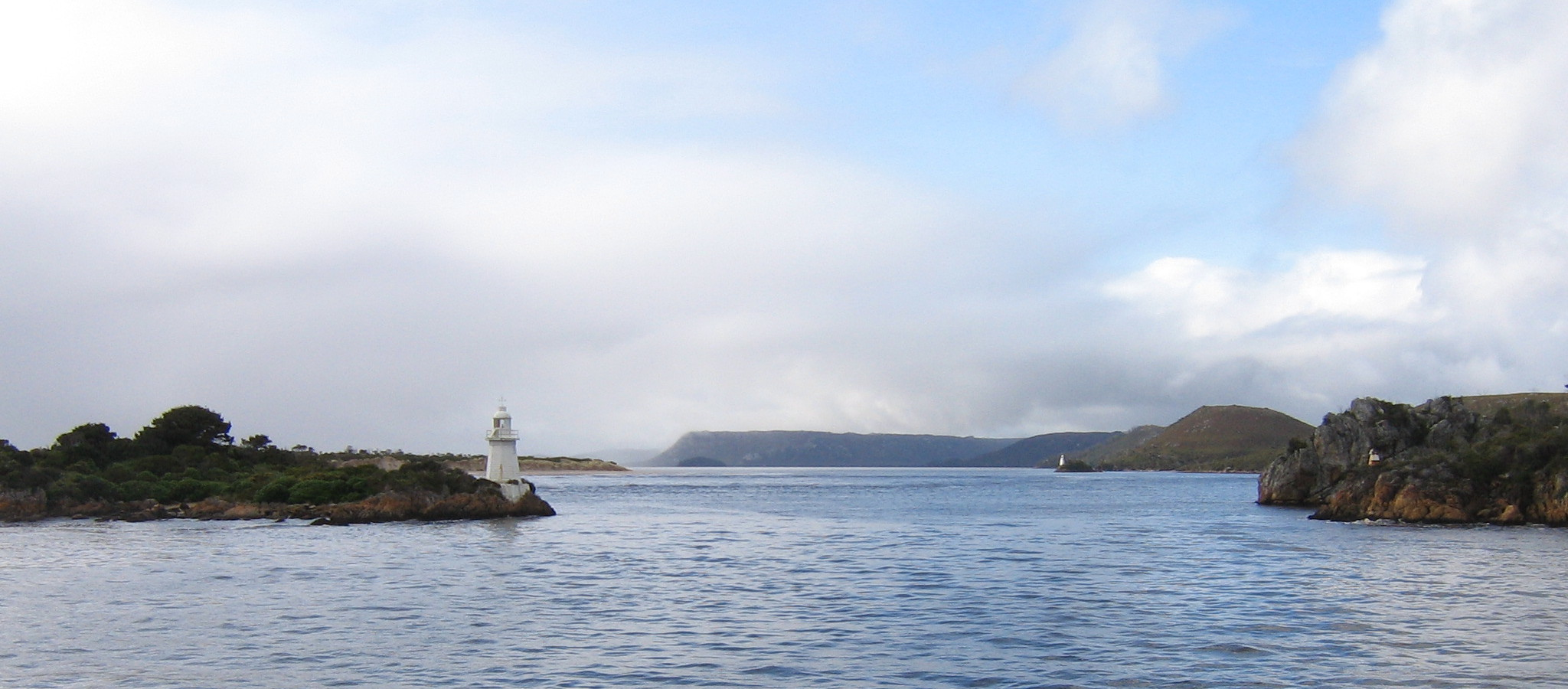
دروازه جهنم، تاسمانی

ساحل غربی تاسمانی (به انگلیسی: West Coast) یکی از ده ناحیه ایالت تاسمانی در کشور استرالیاست. این ناحیه بخشی از این ایالت است که با معدن‌ها، گردشگری و طبیعت وحشی و دست‌نخورده شناخته می‌شود. با توجه به تصاویر، ویژگی‌های این ناحیه در حال پیشرفت و کشاورزی در حال توسعه می‌باشد. به دلیل نبود جاده یا راه‌های ارتباطی دیگر بین ناحیه جنوب غربی تاسمانی و این ناحیه، این دو ناحیه از هم جدا شدند.